# Judo na Igrzyskach Ameryki Środkowej i Karaibów 1982
Turniej judo na Ameryki Środkowej i Karaibów odbył się w sierpniu 1982 roku w Hawanie.

## Klasyfikacja medalowa
Gospodarz zawodów został zaznaczony kolorem.
| Miejsce | Państwo             |   |   |    | Razem |
| ------- | ------------------- | - | - | -- | ----- |
| 1       | Kuba                | 8 | 0 | 0  | 8     |
| 2       | Wenezuela           | 0 | 3 | 5  | 8     |
| 3       | Portoryko           | 0 | 3 | 2  | 5     |
| 4       | Meksyk              | 0 | 2 | 2  | 4     |
| 5       | Antyle Holenderskie | 0 | 0 | 2  | 1     |
| 6       | Kostaryka           | 0 | 0 | 1  | 1     |
| .       | Surinam             | 0 | 0 | 1  | 1     |
| Razem   | Razem               | 8 | 8 | 13 | 29    |

## Medaliści

### Mężczyźni
| Konkurencja: | Złoto:           | Srebro:         | Brąz:                                  |
| −60kg        | Rafael Rodríguez | Luis Sequera    | Carlos Lube Salvador Hernández         |
| −65kg        | Ricardo Tuero    | Jorge Lozano    | Alexis Álvarez Rubén Rodríguez         |
| −71kg        | Nelson Plasencia | Andrés Puentes  | Carlos Ruiz Álvaro Sanabria            |
| −78kg        | Juan Ferrer      | Luis Duarte     | Oliver Schmidt Carlos Huttich          |
| −86kg        | Jorge Candebat   | José Fuentes    | Néstor Rodríguez Lucien Van Leeuwaarde |
| −95kg        | Isaac Azcuy      | Pascual Robel   | Francisco Apóstol                      |
| Ponad 95kg   | Rey M. Sánchez   | Gonzalo Briceño | Arturo Zimmerman                       |
| Open         | Venancio Gómez   | José Fuentes    | Óscar Mota                             |